# Корфинио
Корфинио (на италиански: Corfinio) е село и община, северно от Сулмона в провинция Акуила в региона Абруция, Южна Италия.
Има 1054 жители (31 декември 2009).
През девността се казва Корфиниум и e град на марсийските пелигни.
През Съюзническа война против Рим е селище на италиките. В Корфиниум е създаден Сенат и градът е преименуван в Italica или Italia. Секат и монети. Генерал Гай Марий не успява да ги разгроми.
През 89 пр.н.е. Рим дава с Lex Plautia Papiria римско гражданство (civitas Romana) на италиките южно от По. Корфиниум става municipium, който принадлежи към Трибус Sergia. Оттогава думата municipium означава „италийска местност“.